# Spaniella
Spaniella is een geslacht van uitgestorven zoogdieren uit de familie Paroxyclaenidae dat tijdens het Eoceen in Europa leefde. De typesoort is Spaniella carezi.

## Fossiele vondsten
Fossielen van Spaniella zijn gevonden in Barranc de Forals in de Spaanse Pyreneeën en dateren uit Vroeg-Eoceen (European land mammal age Grauvian).

## Kenmerken
Vermoedelijk was Spaniella een frugivoor. Het lichaamsgewicht wordt geschat op 3,7 kilogram.